# Chinchiná
Chinchiná est une municipalité située dans le département de Caldas, en Colombie.

## Personnalités liées à la municipalité
- Rubén Darío Gómez (1940-2010) : coureur cycliste né à Chinchiná.
- Juan Carlos Castillo (1964-1993) : coureur cycliste mort assassiné à Chinchiná.